# 馬坦薩斯海灘 (伊利諾伊州)
馬坦薩斯海灘（英語：Matanzas Beach）是位於美國伊利諾伊州梅森縣和哈瓦那镇的一個非建制地區。該地的面積和人口皆未知。馬坦薩斯海灘位於馬坦薩斯湖東南岸的伊利諾伊州78號公路上，在哈瓦那東南偏南4英里（6.4公里）處。

## 地理
馬坦薩斯海灘的座標為40°14′35″N 90°06′14″W / 40.24306°N 90.10389°W，而該地的平均海拔高度為140米（即459英尺）。